# Otter Reef
Otter Reef är ett rev på Stora barriärrevet i Australien.   Det ligger cirka 75 km sydost om Innisfail i delstaten Queensland. 